# Марійське
Марійське (рос. Марийское) — селище Багратіоновського району, Калінінградської області Росії. Входить до складу Гвардійського сільського поселення.
Населення — 165 осіб (2015 рік).

## Географія
Селище розташоване за 22 км від районного центру — міста Багратіоновська, 19 км від обласного центру — міста Калінінграда та 1080 км від Москви.

## Історія
Мало назву Вайссенштайн до 1946 року.

## Населення
За даними перепису 2010 року, у селі мешкало 165 осіб, з них 76 (46,1 %) чоловіків та 89 (53,9 %) жінок. Згідно з переписом 2002 року, у селі мешкало 180 осіб, з них 89 чоловіків та 91 жінок.